# Gay street di Roma

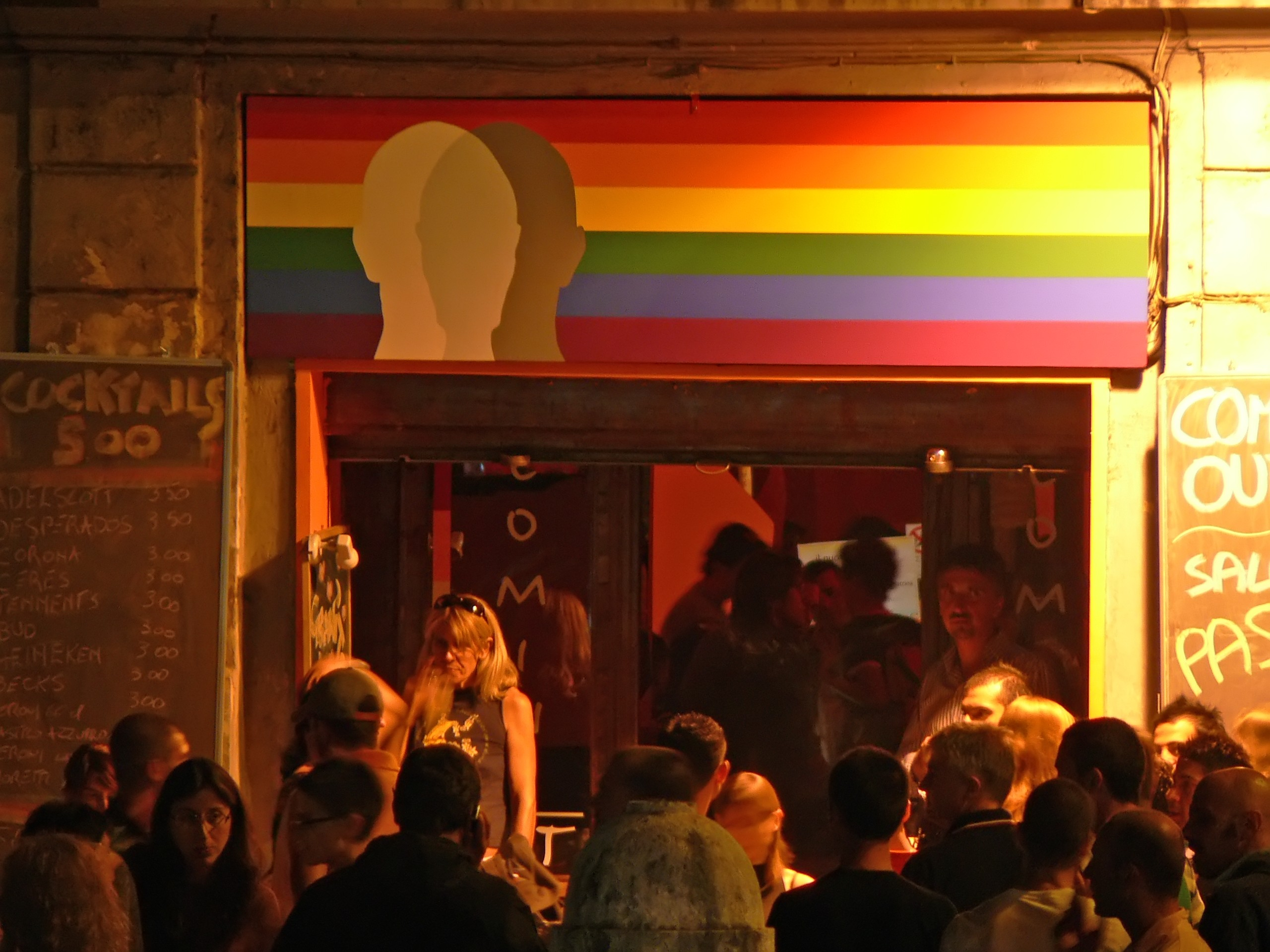
L'ingresso del Coming out, celebre locale gay su via di San Giovanni in Laterano

Via San Giovanni in Laterano, caratterizzata dalla presenza di esercizi commerciali gay e gay-friendly, costituisce un punto di ritrovo per la comunità LGBT di Roma, presso la quale è nota anche come Gay Street.

## Lo sviluppo della gay street
L'area del Colosseo e del limitrofo Colle Oppio, è stata un luogo di ritrovo e di battuage di omosessuali fin dagli anni sessanta del XX secolo (come testimonia anche il film Splendori e miserie di Madame Royale, di Vittorio Caprioli, con Ugo Tognazzi), insieme al non distante Monte Caprino.
Alla fine degli anni novanta, la chiusura notturna di Monte Caprino e di Colle Oppio, avvenute entrambe nel 1998, determinò lo spostamento di molte persone gay che in quei luoghi erano soliti ritrovarsi.
Il nuovo punto di ritrovo divenne quindi via Pietro Verri, una traversa di Via Labicana non lontana dal Colosseo, dove  nel frattempo erano stati aperti due locali gay: l’Events Bar e il Side. La piccola via fu la prima gay street romana, con tanto di inaugurazione semi-ufficiale nel 2001, proteste dei residenti e intimidazioni da parte di Forza Nuova.
Per l'ostracismo incontrato e per incapacità nel cogliere l'occasione, via Verri subì però un rapido declino.
Nel 2001 tre ragazze lesbiche aprirono un bar, il Coming Out, all'inizio della vicina Via San Giovanni in Laterano, dove rapidamente si spostò la comunità LGBT che già frequentava Via Pietro Verri.
Il bar divenne un punto di ritrovo per tutta la comunità LGBT della Capitale; nel tempo, molti degli altri locali della strada, come ristoranti e bar, divennero gay o gay-friendly, collocandosi nel tratto iniziale, compreso tra Piazza del Colosseo e Via Ostilia (circa 300 metri).
Nel 2004, dalle pagine di Repubblica, Fabrizio Marrazzo, all'epoca presidente di Arcigay Roma  lancia l'idea della Gay Street di Roma in via di San Giovanni in Laterano, come luogo aperto alla città ed espressione della cultura LGBT.
La gay street venne ufficialmente inaugurata, alla presenza di rappresentanti della comunità LGBT, il 2 marzo 2007..
La zona fu parzialmente pedonalizzata, nelle ore notturne dal giovedì alla domenica, dal 27 luglio al 16 settembre dello stesso anno. In occasione di questa pedonalizzazione la via fu di nuovo inaugurata il 2 agosto con il sostegno di Fabrizio Marrazzo, portavoce di Gay Center, con Arcigay Roma, Arcilesbica Roma e con padrino Alessandro Cecchi Paone.

## Manifestazioni e attacchi omofobi
Nel corso degli anni la Gay street è stata la sede di numerose manifestazioni e di contestazioni, soprattutto da parte dei residenti.
È stata inoltre oggetto di attacchi omofobi, fra i quali si ricorda l'incendio del Coming out nel 2006 e il lancio di una bomba carta contro alcune persone all'ingresso della Gay Street nel 2009.